# Get Yer Ya-Ya's Out!
'Get Yer Ya-Ya's Out!' The Rolling Stones in Concert je živé album kapely The Rolling Stones vydané v roce 1970.
Materiál pro toto album byl pořízen během amerického turné skupiny na konci roku 1969 a obsahuje především živé verze skladeb z desek Beggars Banquet a Let It Bleed. V minulosti bylo označováno za jedno z nejlepších živých rockových alb, dnes je hodnoceno daleko střízlivěji. Naživo zahrané písně znějí obvykle odlišně než studiové verze, většina z těch, která se objevily na této desce, se však svou kvalitou nemůže se studiovými nahrávkami měřit. Výjimkou je snad pouze píseň „Midnight Rambler“. Velcí milovníci „Stounů“, kteří si opravdu chtějí vychutnat pravou atmosféru koncertů skupiny, proto raději sahají po různých pirátských deskách ze stejného turné nebo případně po filmovém záznamu vystoupení v Altamontu ve snímku Gimme Shelter. Těm ostatním přes to všechno přináší důstojnou ukázku živé produkce Rolling Stones a je zcela jistě jejich nejlepším oficiálně vydaným koncertním albem.

## Seznam skladeb
Autory jsou Mick Jagger a Keith Richards, pokud není uvedeno jinak.
1. „Jumpin' Jack Flash“ – 4:02
2. „Carol“ (Chuck Berry) – 3:47
3. „Stray Cat Blues“ – 3:41
4. „Love In Vain“ (Robert Johnson) – 4:57
5. „Midnight Rambler“ – 9:05
6. „Sympathy For The Devil“ – 6:52
7. „Live With Me“ – 3:03
8. „Little Queenie“ (Chuck Berry) – 4:33
9. „Honky Tonk Women“ – 3:35
10. „Street Fighting Man“ – 4:03

## Obsazení
- Mick Jagger – zpěv, harmonika
- Keith Richards – kytara, doprovodný zpěv
- Mick Taylor – kytara
- Bill Wyman – baskytara
- Charlie Watts – bicí
- Ian Stewart – piano v písních Chucka Berryho

## Žebříčky
| Rok       | Žebříek                                   | Pozice |
| --------- | ----------------------------------------- | ------ |
| 1970 1971 | UK Albums Chart UK Albums Chart           | 1 39   |
| 1970 1971 | Billboard Pop Albums Billboard Pop Albums | 6 51   |